# SEAMS
株式会社SEAMS（シームス）は、ネットラジオ+ブログ『らじろぐ』の運営会社。
会社所在地は千代田区九段南。代表取締役社長は清水紳司（しみず しんじ、1971年2月 - 東京都足立区出身）。2006年5月、「有限会社コムズネットワーク」より社名及び組織変更。